# Afvej (kortfilm)
 For alternative betydninger, se Afvej. (Se også artikler, som begynder med Afvej)
Afvej er en kortfilm instrueret af Malou Reymann efter eget manuskript.

## Handling
Marie, som er kræftlæge, forsøger at bevare en balance mellem sit krævende arbejde og sit familieliv med mand og børn derhjemme. Da hun opdager at hun er gravid, håndterer hun det med sin vanlige effektivitet. Men belastningen er alligevel større, end hun forudså, og hun må kæmpe for at holde sammen på sig selv og familien.